# U 464
U 464 war ein deutsches U-Boot vom Typ XIV, das im Zweiten Weltkrieg von der deutschen Kriegsmarine im Nordmeer und im Nordatlantik eingesetzt wurde. Als „Milchkuh“ war es nicht für eigene Angriffe auf Schiffe, sondern zur Versorgung anderer U-Boote vorgesehen. Es konnte allerdings keine U-Boote versorgen, sondern wurde auf seiner ersten Unternehmung durch einen US-amerikanischen Luftangriff am 20. August 1942 westlich der Färöer-Inseln so schwer beschädigt, dass es selbstversenkt werden musste. Durch den Angriff starben zwei Besatzungsmitglieder, während die übrigen 52 Mann von einem isländischen Fischtrawler gerettet wurden. Dieser übergab sie noch am selben Tag als Kriegsgefangene an zwei britische Zerstörer.

## Bau und Indienststellung
Der Auftrag für das Boot wurde am 15. August 1940 an die Deutsche Werke AG in Kiel vergeben. Diese Werft war seit 1932 mit dem Bau von U-Booten beauftragt – hauptsächlich mit Booten der kleineren Typen II A bis II D. Seit dem Sommer 1940 bauten die Deutschen Werke auch Versorgungsboote vom Typ XIV und stellten bis 1943 zehn Boote dieser U-Boot-Klasse her.
Die U-Boote der U-Boot-Klasse XIV, offiziell Typ XIV genannt, waren eine Modifikation des Typs VII C und erhielten einen vergrößerten Druckkörper. Die XIV-Boote waren dafür konzipiert, andere deutsche U-Boote während des Zweiten Weltkrieges mit Treibstoff, Lebensmitteln und Munition zu versorgen. Der Spitzname der Boote dieser Klasse war „Milchkuh“. Ein solches Boot war 67,10 m lang und konnte bei Überwasserfahrt eine Geschwindigkeit von über 14 kn erreichen. Bei Unterwasserfahrt betrug die Höchstgeschwindigkeit 6,2 kn 
Diese U-Boote hatten selbst keine Offensivwaffen, nur Flugabwehrgeschütze zur Verteidigung gegen Luftangriffe. In der Mitte des Zweiten Weltkrieges spielten sie eine wichtige Rolle bei der Unterstützung kleinerer U-Boote vom Typ VII C beim Angriff auf die amerikanische Küste (Unternehmen Paukenschlag).
Die Kiellegung des XIV-Bootes mit der Baunummer 295 erfolgte am 18. März 1941 und der Stapellauf am 20. Dezember 1941. Das Boot wurde mit der Bezeichnung U 464 unter dem Kommando von Kapitänleutnant Otto Harms am 30. April 1942 in Dienst gestellt. Harms hatte zuvor das kleinere U 56 kommandiert, mit dem er sieben Unternehmungen vor der britischen Küste und im Nordatlantik absolviert. Außerdem hatte er am Unternehmen Weserübung teilgenommen.

## Geschichte
Am 14. August 1942 verließ U 464 Bergen zu einer Versorgungsfahrt in Richtung der Ostküste Neufundlands. Das Boot wurde westlich der Färöer-Inseln in schwerer See von einem PBY-Catalina-Flugboot entdeckt, das auf Island stationiert war. Die Catalina griff U 464 mit fünf Wasserbomben an, deren Detonation das Boot schwer beschädigten und tauchunfähig machten. Es war der erste erfolgreiche Angriff eines deutschen U-Bootes durch Luftstreitkräfte des britischen Coastal Command ohne Unterstützung durch Überwassereinheiten. Obwohl das U-Boot immer noch 8 Knoten an Geschwindigkeit zu leisten im Stande war, entschied sich Kapitänleutnant Harms, das Boot aufzugeben und der sicheren Versenkung durch Feindbeschuss zu entgehen, indem er es selbst versenken ließ (Lage). Er und die 52 Mann Besatzung von U 464 – zwei Mann waren bei dem Luftangriff ums Leben gekommen – wurden von dem in der Nähe fahrenden isländischen Trawler Skaftfellingur aufgenommen.
Der Trawler näherte sich dem sinkenden U-Boot und begann mit Rettungsmaßnahmen. Zunächst zögerten die deutschen Seeleute, das herbeigeeilte Boot zu betreten. Als jedoch ein Mann bereits per Seil an Bord gehievt worden war, folgten die anderen seinem Beispiel, sprangen ins Wasser und schwammen zum rettenden Boot. Die siebenköpfige Besatzung des Trawlers brachte die 52 erschöpften Gefangenen unter Androhung von Waffengewalt im Bug des Schiffes unter, bis sie später am Tag durch die beiden britischen Zerstörer Castleton und Newark übernommen wurden und so in britische Kriegsgefangenschaft gerieten.
U 464 war die erste der zehn „Milchkühe“ der Kriegsmarine, die verlorengingen.
Im Juli 1999 ehrte die Bundesmarine im Rahmen eines Besuchs deutscher U-Boote in Reykjavík die isländischen Seeleute, die an der Rettungsaktion beteiligt waren.